# Xã Lone Tree, Quận Merrick, Nebraska
Xã Lone Tree (tiếng Anh: Lone Tree Township) là một xã thuộc quận Merrick, tiểu bang Nebraska, Hoa Kỳ. Năm 2010, dân số của xã này là 643 người.